# سايشا
سايشا هي ممثلة هندية ولدت في 12 أغسطس 1997.

## وصلات خارجية
- سايشا على موقع IMDb (الإنجليزية)
- سايشا على موقع قاعدة بيانات الفيلم (الإنجليزية)